# Sedibeng
Sedibeng (officieel Engels: Sedibeng District Municipality, Afrikaans: Sedibeng Distriksmunisipaliteit) is een district in Zuid-Afrika.
Sedibeng ligt in de provincie Gauteng en telt 916.484 inwoners. Hoofdplaats is Vereeniging.

## Gemeenten in het district
- Emfuleni
- Lesedi
- Midvaal